# (200257) 1999 VP226
(200257) 1999 VP226 es un asteroide perteneciente al cinturón de asteroides, descubierto el 2 de noviembre de 1999 por el equipo del Catalina Sky Survey desde el Catalina Sky Survey, Arizona, Estados Unidos.

## Designación y nombre
Designado provisionalmente como 1999 VP226.

## Características orbitales
1999 VP226 está situado a una distancia media del Sol de 2,731 ua, pudiendo alejarse hasta 3,394 ua y acercarse hasta 2,067 ua. Su excentricidad es 0,242 y la inclinación orbital 14,07 grados. Emplea 1648,58 días en completar una órbita alrededor del Sol.
El próximo acercamiento a la órbita terrestre se producirá el 9 de julio de 2038.

## Características físicas
La magnitud absoluta de 1999 VP226 es 15,8.